# Belpre (Ohio)
Belpre ist eine City am Ohio River im County Washington im amerikanischen Bundesstaat Ohio, etwa 160 km südöstlich von Columbus. Das U.S. Census Bureau ermittelte bei der Volkszählung 2020 eine Einwohnerzahl von 6728.
In Belpre befinden sich eine Reihe denkmalgeschützter Gebäude aus der Zeit der Besiedlung Ohios durch Weiße, die in das National Register of Historic Places (NRHP) aufgenommen wurden, darunter das 1799 errichtete Haus des Stadtgründers Jonathan Stone.

## Geschichte
Belpre (von Französisch: „Belle Prairie“, schöne Prärie) wurde 1789 durch eine Gruppe von 40 Siedlern – 13 davon Veteranen des Amerikanischen Unabhängigkeitskrieges – unter Führung von Captain Jonathan Stone gegründet, die sich von Marietta hierher auf den Weg gemacht hatten, um das Land zu begutachten, das sie von der Regierung gekauft hatten. Belpre war damit nach dem 1788 gegründeten Marietta die zweite feste Siedlung im damaligen Nordwestterritorium.

## Wirtschaft
Durch die verkehrsgünstige Lage im Tal des Ohio River entwickelte sich Belpre schnell. Im 20. Jahrhundert wurde die Landwirtschaft mit großflächigem Anbau zum wichtigsten Wirtschaftszweig. In den 1950er- und 1960er-Jahren kam es zur Ansiedlung von Chemie-Industrie und die Bedeutung der Landwirtschaft ging zurück.

## Persönlichkeiten
- Larry Dalton (* 1943), Professor für Chemie, insbesondere Polymere für Nichtlineare Optik.